# Howard Sackler
Pour les articles homonymes, voir Sackler.
Howard Oliver Sackler est un scénariste et dramaturge Américain, né le 19 décembre 1929 et mort le 12 octobre 1982.

## Biographie
Il est notamment connu pour avoir écrit la pièce de théâtre The Great White Hope ainsi que pour avoir travaillé sur les scénarios des deux premiers films de la saga cinématographique Les Dents de la mer. Il est notamment connu pour avoir réécrit le monologue du personnage de Quint à propos de l'incident de l'USS Indianapolis. Il a également écrit le scénario du premier film de Stanley Kubrick, Fear and Desire.